# Drahomiřice
Drahomiřice je zaniklá vesnice, která se nalézala na katastru obce Stará Voda.

## Historie
O vesnici se dochovala první písemná zpráva z roku 1414, kdy byla v majetku Jindřicha ze staré Vody. V roce 1458 byla v držení Čeňka z Barchova a Vyšehněvic. V roce 1571 již není uváděna v Žiželickém urbáři, a tak se má za to, že zanikla v průběhu husitských válek.